# Masicera
Masicera är ett släkte av tvåvingar. Masicera ingår i familjen parasitflugor.

## Dottertaxa tillMasicera, i alfabetisk ordning[1][2]
- Masicera aenescens
- Masicera alacris
- Masicera angusta
- Masicera arcuatipennis
- Masicera aurifrons
- Masicera bilineata
- Masicera brasiliensis
- Masicera bremii
- Masicera brevis
- Masicera caffrea
- Masicera campestris
- Masicera clausa
- Masicera consobrina
- Masicera cubensis
- Masicera cylindrica
- Masicera declivicornis
- Masicera disputans
- Masicera dumetorum
- Masicera exigua
- Masicera expergita
- Masicera facialis
- Masicera flavescens
- Masicera flavidipennis
- Masicera flavifacies
- Masicera gentica
- Masicera glauca
- Masicera guttata
- Masicera hannomensis
- Masicera inclinans
- Masicera interrupta
- Masicera latipennis
- Masicera major
- Masicera micans
- Masicera morio
- Masicera necopina
- Masicera nigrita
- Masicera nitida
- Masicera normula
- Masicera palpalis
- Masicera pavoniae
- Masicera pumila
- Masicera quadrimaculata
- Masicera ruficornis
- Masicera sendis
- Masicera sesquiplex
- Masicera silvatica
- Masicera similis
- Masicera socia
- Masicera sphingivora
- Masicera strigata
- Masicera subpilosa
- Masicera tessellata
- Masicera trichoneura
- Masicera unicolor
- Masicera usta
- Masicera varipes
- Masicera virescens
- Masicera vivida